# Frederik II van Brunswijk-Lüneburg
Frederik II van Brunswijk-Lüneburg bijgenaamd de Vrome (circa 1418 - Celle, 19 maart 1478) was van 1434 tot 1457 en van 1471 tot aan zijn dood hertog van Brunswijk-Lüneburg. Hij behoorde tot het huis Welfen.

## Levensloop
Frederik II was de tweede zoon van hertog Bernhard I van Brunswijk-Lüneburg en diens echtgenote Margaretha, dochter van hertog Wenceslaus van Saksen-Wittenberg.
Na de dood van zijn vader in 1434 werd Frederik II samen met zijn oudere broer Otto I hertog van Brunswijk-Lüneburg. Toen Otto in 1446 zonder mannelijke nakomelingen stierf, bleef Frederik II als enige hertog van Brunswijk-Lüneburg over. De belangrijkste gebeurtenissen tijdens de regering van Frederik II waren de grote bouwwerken aan het kasteel van Celle en de verschillende hervormingen die de situatie van de boeren tegenover hun landheren verbeterde. In 1452 stichtte Frederik in Celle een franciscanenklooster, waar hij na zijn dood werd begraven. 
Nadat zijn oudste zoon Bernhard II in 1457 volwassen was geworden, trad Frederik II af als hertog van Brunswijk-Lüneburg om toe te treden tot het klooster. Zijn zonen Bernhard II en Otto II van Brunswijk-Lüneburg stierven echter vroegtijdig, waardoor Frederik II in 1471 het kloosterleven verliet. Hij werd vervolgens tot aan zijn dood in 1478 opnieuw hertog van Brunswijk-Lüneburg. Na zijn dood werd hij opgevolgd door zijn kleinzoon Hendrik I.

## Huwelijk en nakomelingen
Frederik II huwde op 3 juli 1429 in Tangermünde met Magdalena (1412-1454), dochter van keurvorst Frederik I van Brandenburg. Ze kregen volgende kinderen:
- Bernhard II (1437-1464), bisschop van Hildesheim en hertog van Brunswijk-Lüneburg
- Otto II (1439-1471), hertog van Brunswijk-Lüneburg
- Godfried (1441-1465)
- Margaretha (1442-1512), huwde in 1452 met hertog Hendrik van Mecklenburg-Stargard

## Voorouders
| Voorouders van Frederik II van Brunswijk-Lüneburg | Voorouders van Frederik II van Brunswijk-Lüneburg                                     | Voorouders van Frederik II van Brunswijk-Lüneburg                                     | Voorouders van Frederik II van Brunswijk-Lüneburg                                     | Voorouders van Frederik II van Brunswijk-Lüneburg                                     | Voorouders van Frederik II van Brunswijk-Lüneburg                                     | Voorouders van Frederik II van Brunswijk-Lüneburg                                     | Voorouders van Frederik II van Brunswijk-Lüneburg                                     | Voorouders van Frederik II van Brunswijk-Lüneburg                                     |
| ------------------------------------------------- | ------------------------------------------------------------------------------------- | ------------------------------------------------------------------------------------- | ------------------------------------------------------------------------------------- | ------------------------------------------------------------------------------------- | ------------------------------------------------------------------------------------- | ------------------------------------------------------------------------------------- | ------------------------------------------------------------------------------------- | ------------------------------------------------------------------------------------- |
| Overgrootouders                                   | Magnus I van Brunswijk (1304-1369) ∞ Sophia van Brandenburg (1300-1356)               | Magnus I van Brunswijk (1304-1369) ∞ Sophia van Brandenburg (1300-1356)               | Bernhard III van Anhalt (-1348) ∞ Agnes van Saksen-Wittenberg (-1338))                | Bernhard III van Anhalt (-1348) ∞ Agnes van Saksen-Wittenberg (-1338))                | Rudolf I van Saksen (1284-1356) ∞ Agnes van Lindau (-1343)                            | Rudolf I van Saksen (1284-1356) ∞ Agnes van Lindau (-1343)                            | Francesco I da Carrara (1325-1393) ∞ Fina Buzzaccarini (-)                            | Francesco I da Carrara (1325-1393) ∞ Fina Buzzaccarini (-)                            |
| Grootouders                                       | Magnus II van Brunswijk (1328-1373) ∞ Catharina van Anhalt-Bernberg (1330-1390)       | Magnus II van Brunswijk (1328-1373) ∞ Catharina van Anhalt-Bernberg (1330-1390)       | Magnus II van Brunswijk (1328-1373) ∞ Catharina van Anhalt-Bernberg (1330-1390)       | Magnus II van Brunswijk (1328-1373) ∞ Catharina van Anhalt-Bernberg (1330-1390)       | Wenceslaus van Saksen (1284-1356) ∞ Cecilia van Carrara (-1343)                       | Wenceslaus van Saksen (1284-1356) ∞ Cecilia van Carrara (-1343)                       | Wenceslaus van Saksen (1284-1356) ∞ Cecilia van Carrara (-1343)                       | Wenceslaus van Saksen (1284-1356) ∞ Cecilia van Carrara (-1343)                       |
| Ouders                                            | Bernhard I van Brunswijk-Lüneburg (1358-1434) ∞ Margaretha van Saksen (-1429) (-1429) | Bernhard I van Brunswijk-Lüneburg (1358-1434) ∞ Margaretha van Saksen (-1429) (-1429) | Bernhard I van Brunswijk-Lüneburg (1358-1434) ∞ Margaretha van Saksen (-1429) (-1429) | Bernhard I van Brunswijk-Lüneburg (1358-1434) ∞ Margaretha van Saksen (-1429) (-1429) | Bernhard I van Brunswijk-Lüneburg (1358-1434) ∞ Margaretha van Saksen (-1429) (-1429) | Bernhard I van Brunswijk-Lüneburg (1358-1434) ∞ Margaretha van Saksen (-1429) (-1429) | Bernhard I van Brunswijk-Lüneburg (1358-1434) ∞ Margaretha van Saksen (-1429) (-1429) | Bernhard I van Brunswijk-Lüneburg (1358-1434) ∞ Margaretha van Saksen (-1429) (-1429) |
| Frederik II van Brunswijk-Lüneburg (1418-1478)    |                                                                                       |                                                                                       |                                                                                       |                                                                                       |                                                                                       |                                                                                       |                                                                                       |                                                                                       |